# Kromnów (Mazovie)
Kromnów  [ˈkrɔmnuf] est un village polonais de la gmina de Brochów dans le powiat de Sochaczew et dans la voïvodie de Mazovie.
Il se situe à environ 8 kilomètres au nord-est de Brochów, à 18 kilomètres au nord de Sochaczew et à 49 kilomètres à l'ouest de Varsovie.

Le village compte approximativement 210 habitants.